# ニューナンブM66短機関銃
ニューナンブM66短機関銃は、新中央工業（現ミネベアミツミ社大森製作所）において試作された短機関銃である。
新中央工業は、日本陸軍の造兵将校であり企業家である南部麒次郎の設立した南部銃製造所を前身とするため、同社で開発された製品には「ニューナンブ」（ニューナンブM60回転式拳銃など）と冠される通例があり、本銃もその例に倣っている。
また、警察予備隊でサブマシンガンの訳語として作られた「短機関銃」の名称を持つ、現在唯一の日本製銃器でもある。

## 開発の背景
1960年代、自衛隊が主に使用していた11.4mm短機関銃M1A1および11.4mm短機関銃M3A1は、警察予備隊時代からアメリカ軍の供与を受けて使用されていたものだったが、製造から20年を経た事もあり、更新が図られていた。
当時、既に国産の62式7.62mm機関銃・64式7.62mm小銃が制式化されており、11.4mm短機関銃M3A1の老朽化に伴う新型短機関銃の試作は、旧軍において使用された一〇〇式機関短銃の開発・製造経験を持つ新中央工業に委託された。
米軍供与のM1A1・M3A1短機関銃は、ともに.45ACP弾（11.4mm口径）を使用し、自衛隊の制式拳銃も同弾を用いる11.4mm拳銃だったが、各国で9x19mmパラベラム弾を用いる自動拳銃・短機関銃が主流となりつつあった。新中央工業では1957年から、M1911をベースとした9mmパラベラム弾使用の自動拳銃であるニューナンブM57Aを試作し、自衛隊で採用テストが行われた経緯があり、試作短機関銃もMP40やZ-45、カールグスタフm/45、S&W M76など、9mmパラベラム弾を用いる各国の製品を参考に開発が進められた。

## 特徴
1965年に完成したニューナンブM65短機関銃は、11.4mm短機関銃M3A1と同様に、オープン・ボルト、シンプルブローバック方式を採用した。同時期に製造されたS&W M76などと同様に、セミ/フルオートの切替射撃が可能である。
試作品には複数のバリエーションがあり、MP40に似た形状の折り畳みストックが付き、弾倉挿入口にはM-50と同様のグリップセーフティーが設けられ、両手で正しく保持しなければ発射できない構造となっていた。
排莢口には、M3A1と同様のセーフティーを兼ねたダストカバーが付けられ、これを閉じる事でボルトがロックされ、グリップセーフティーを握り込むとダストカバーが開いてボルトが動作できるようになる。
1965年9月16日から25日にかけて、技術研究本部の伊藤2佐が中心となって、富士学校の協力のもとで試験が行われた。この試験では、上記の11.4mm短機関銃M1A1およびM3A1とともに、先年にイスラエルから贈られたUZI、また短機関銃ではないものの性格的に類似した銃としてストック装着型モーゼルC96およびM2カービンとの比較が行われた。
その結果を踏まえて、全長/銃身長を若干短縮し、細部を改良されたM66に発展し、組込式のサプレッサーを持つタイプも製作された。
しかし、11.4mm拳銃に代わる9x19mmパラベラム弾用の更新用拳銃が1980年代まで採用されなかった事もあって、自衛隊では11.4mm短機関銃M3A1が継続して使用され続け、ニューナンブが採用される事はなかった。

## その後
ニューナンブM65が完成した1965年には、アメリカ陸軍がアメリカ空軍の一部で先立って使用されていたM16自動小銃を採用、翌年にはM16の短縮型であり短機関銃と同程度のサイズのCAR-15 SMGが開発された。
同時期に欧州各国では、AR-18の影響を受けた自動小銃が普及しはじめ、日本においても豊和工業がAR-18をライセンス生産し、その後89式5.56mm小銃が開発された。短機関銃は1970年を境に軍用としては一線を離れ、小銃・騎銃・短機関銃を自動小銃に統合する動きが主流となった。
自衛隊と同時期にアメリカ軍からM3短機関銃の供与を受け、自衛隊と同様に更新用火器を求めていた韓国軍では、CAR-15 SMGと同じく自動小銃を短縮したK1機関短銃が採用された。また、自衛隊においては89式小銃の折り畳み銃床タイプがM3短機関銃の後継用途を担いつつある。
自衛隊では1999年に9mm機関けん銃が採用されたが、その用途は9mm拳銃の一部運用上における後継であり、ニューナンブ短機関銃が開発された当時とは用途も異なるものとなっている。
この間に自衛隊以外の都道府県警察や海上保安庁などの組織では、輸入されたH&K MP5の導入が進む一方、単純で頑丈な構造を持つM3短機関銃は、2011年まで自衛隊内で使用された。